# Viroplasme

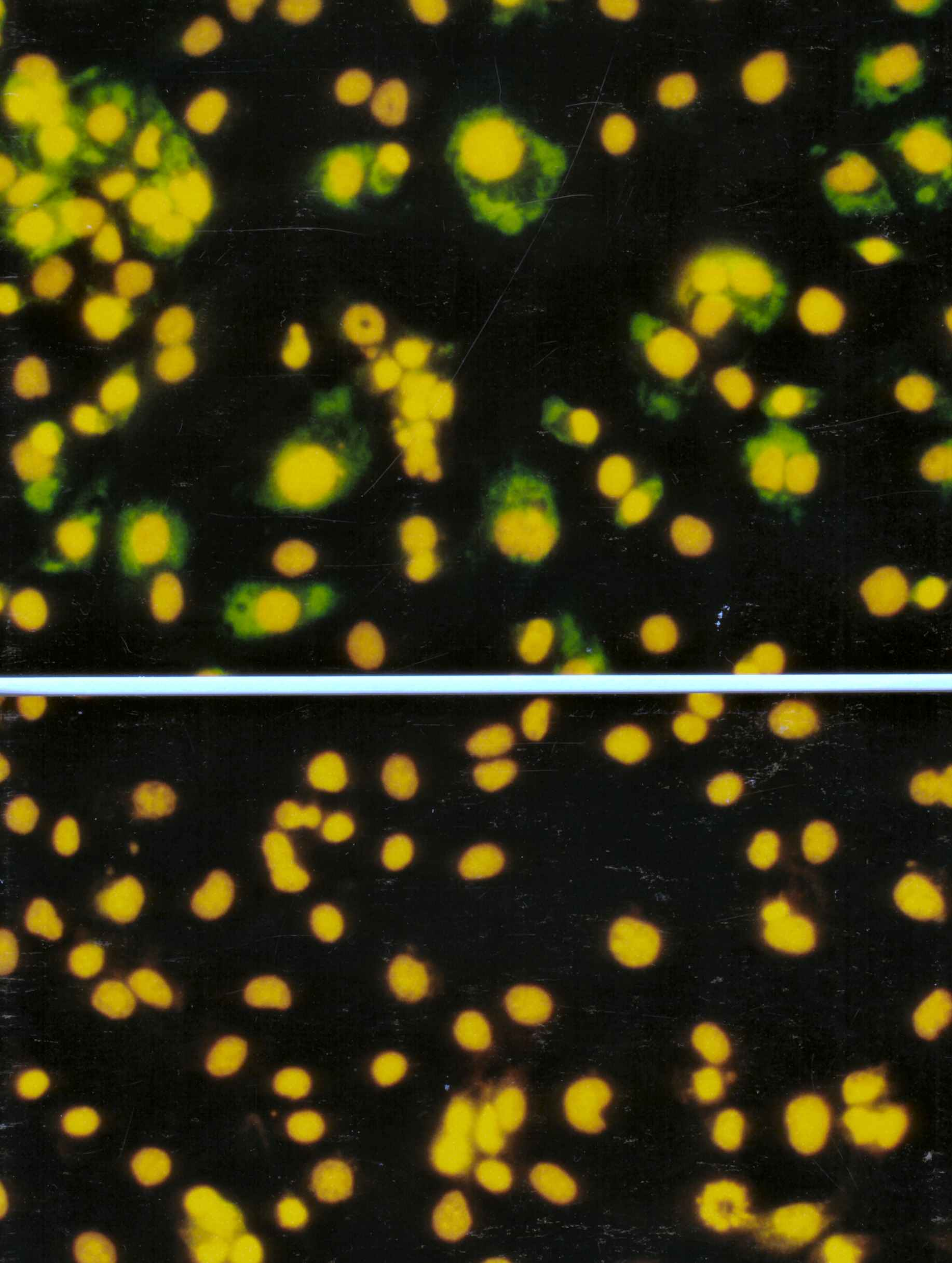
Image du haut : viroplasmes (en vert) dans des cellules infectées par un rotavirus ; en bas ; cellules non infectées.
Images obtenues par immunofluorescence.

Le viroplasme est une structure procédurale particulière de réplication virale au sein d'un hôte eucaryote. À la différence de l'usine à virions, le viroplasme n'est pas délimité par une membrane. Il s'agit de petites structures périnucléaires denses, mises en évidence par microscopie électronique ou par immunofluorescence, qui sont structurellement et fonctionnellement liées au noyau hôte.
La morphogenèse d'un viroplasme semble varier d'une souche à l'autre y compris au sein d'une même espèce virale. Il peut y avoir autant de viroplasmes que d'infections multiples (plusieurs particules virales infectant une même cellule hôte). Ces mêmes viroplasmes peuvent augmenter en nombre et varier en taille au cours de l'infection, parfois fusionner pour ne plus avoir qu'une seule grande structure, parfois entrer en compétition avec diminution et disparition d'une partie d'entre eux. On en sait encore très peu sur les étapes précises et facteurs de formation de ces structures. On peut cependant distinguer une région "filamenteuse" où serait répliqué l'ARN et une région "granulaire" où seraient assemblées les particules virales ainsi qu'un groupe de protéines virales dont l'expression régulent la formation du viroplasme.